# تپه شیخی دو
تپه شیخی دو مربوط به سدهٔ ۷ تا ۱۱ ه.ق است و در شهرستان زابل، بخش مرکزی، دهستان بنجار، ۵۰۰ متری جنوب روستای شیخی واقع شده و این اثر در تاریخ ۲ مرداد ۱۳۸۷ با شمارهٔ ثبت ۲۳۰۶۲ به‌عنوان یکی از آثار ملی ایران به ثبت رسیده است.